# Arizona Monsoon FC
El Arizona Monsoon FC es un equipo de fútbol de Estados Unidos que juega en la National Independent Soccer Association, tercera división nacional.

## Historia
Fue fundado el 15 de junio de 2023 en la ciudad de Glendale, Arizona luego de aplicar su afiliación a la National Independent Soccer Association para la temporada 2024.
El 16 de febrero de 2024 la NISA anunció al Arizona Monsoon FC como integrante de la West Conference para la temporada 2024. El primer partido de Arizona fue el 21 de marzo de 2024 en la U.S. Open Cup donde perdieron 1-2 ante el club amateur Lubbock Matadors SC en la primera ronda.

## Clubes Afiliados
- Cruz Azul[4]
- United Latinos SC
- Grande FC